# Rhododendron erythrocalyx
Rhododendron erythrocalyx är en ljungväxtart som beskrevs av Isaac Bayley Balfour och George Forrest. Rhododendron erythrocalyx ingår i släktet rododendron, och familjen ljungväxter. Inga underarter finns listade i Catalogue of Life.